# Tour de la Bourse
La tour de la Bourse, aussi appelée la tour de la place Victoria, est le troisième plus haut gratte-ciel de Montréal.

## Architecture
C'est la Società Generale Immobiliare (en), dont le plus important actionnaire était le Vatican, qui fait construire la tour en 1961.
La tour a été conçue dans la lignée du style international par l'architecte italien Luigi Moretti et son compatriote, l'ingénieur Pier Luigi Nervi.
Elle mesure 190 mètres de hauteur et possède 47 étages.
Conçu pendant le boom économique des années 1960, l'avant-projet prévoyait trois tours identiques de 51 étages groupées en triangle. Réduit à une seule tour, la tour de la Bourse n'est que la moitié du complexe actuel, avec Evo Square Victoria.
Sa façade, complètement rénovée en 1995, comprend un mur rideau en aluminium anodisé de couleur bronze qui contraste vivement avec les quatre colonnes de béton légèrement biseautées donnant une allure convexe à la tour. Divisée en trois parties à peu près égales par trois étages techniques dont les coins ont été retranchés pour obtenir un octogone, cette division laisse des petits interstices entre la façade et les colonnes.

## Situation

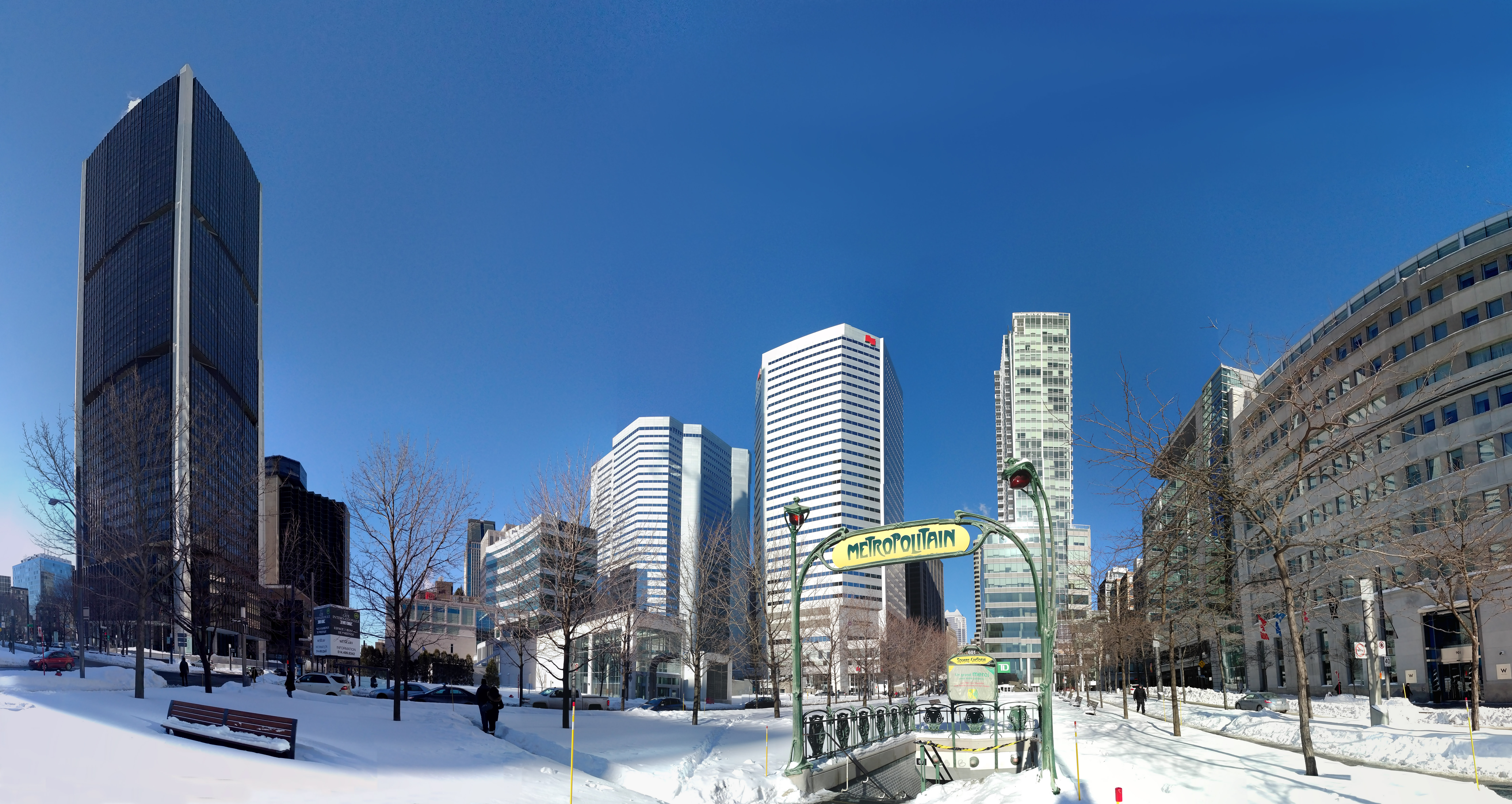
Tour de la Bourse et station de métro Square-Victoria–OACI.

Achevée en 1963, elle est située dans le quartier international de Montréal, près du Square Victoria. Jusqu'en 1968, c'était la plus haute tour en béton armé au monde et le plus haut gratte-ciel canadien. Ces records furent respectivement dépassés par la tour Lake Point Tower à Chicago et par le Toronto-Dominion Centre à Toronto. Actuellement, c'est le 13e gratte-ciel le plus haut au Canada. Le locataire principal est le bureau d'avocats Fasken Martineau, qui occupe 5 étages.
Avec les travaux d'amélioration et de restauration du Square Victoria, la tour de la Bourse est maintenant le point focal du Square Victoria dans le quartier international de Montréal. L'édifice est relié au Montréal souterrain.
Ses occupants sont notamment l'Autorité des marchés financiers (AMF), Morneau Shepell, Fasken Martineau DuMoulin, Robinson Sheppard Shapiro (RSS), le cabinet d'avocats et notaires Dunton Rainville, General Electric ainsi que Régie de l'énergie du tribunal administratif du Québec.

## Événements
- Le 13 février 1969, le Front de libération du Québec (FLQ) posa une bombe à la bourse, blessant 27 personnes. Personne ne fut tué.
- Le 7 avril 2005, près de 150 étudiants occupèrent le rez-de-chaussée afin de bloquer l'accès aux ascenseurs. Cette occupation était reliée la grève étudiante québécoise de 2005. Les étudiants furent dispersés par la police anti-émeute deux heures plus tard. Une arrestation fut effectuée.